# Stazione di Campora-San Giovanni-Serra Ajello
Stazione di Campora-San Giovanni-Serra Ajello vasútállomás Olaszországban, Calabria régióban, Amantea településen.

## Vasútvonalak
Az állomást az alábbi vasútvonalak érintik:
- Battipaglia–Reggio di Calabria-vasútvonal

## Kapcsolódó állomások
A vasútállomáshoz az alábbi állomások vannak a legközelebb:
- Stazione di Amantea
- Stazione di Nocera Terinese